# オフセット (ラッパー)
キアリ・ケンドレル・シーファス（英: Kiari Kendrell Cephus、1991年12月14日 - ）は、オフセット（Offset）の芸名で知られるアメリカ合衆国のラッパーである。アトランタを拠点とするヒップホップトリオ、ミーゴスのメンバーとして頭角を現した。

## 経歴
オフセットは、ホイットニー・ヒューストンの2002年のシングル「Whatchulookinat」のミュージックビデオにバックダンサーとして初めて出演した。当時彼は10歳だった。
オフセットは、ミーゴスの他のメンバーと同様、アトランタに隣接するジョージア州グイネット郡で生まれ育った。2008年、オフセットはクエイヴォおよびテイクオフと共にミーゴスを結成した。

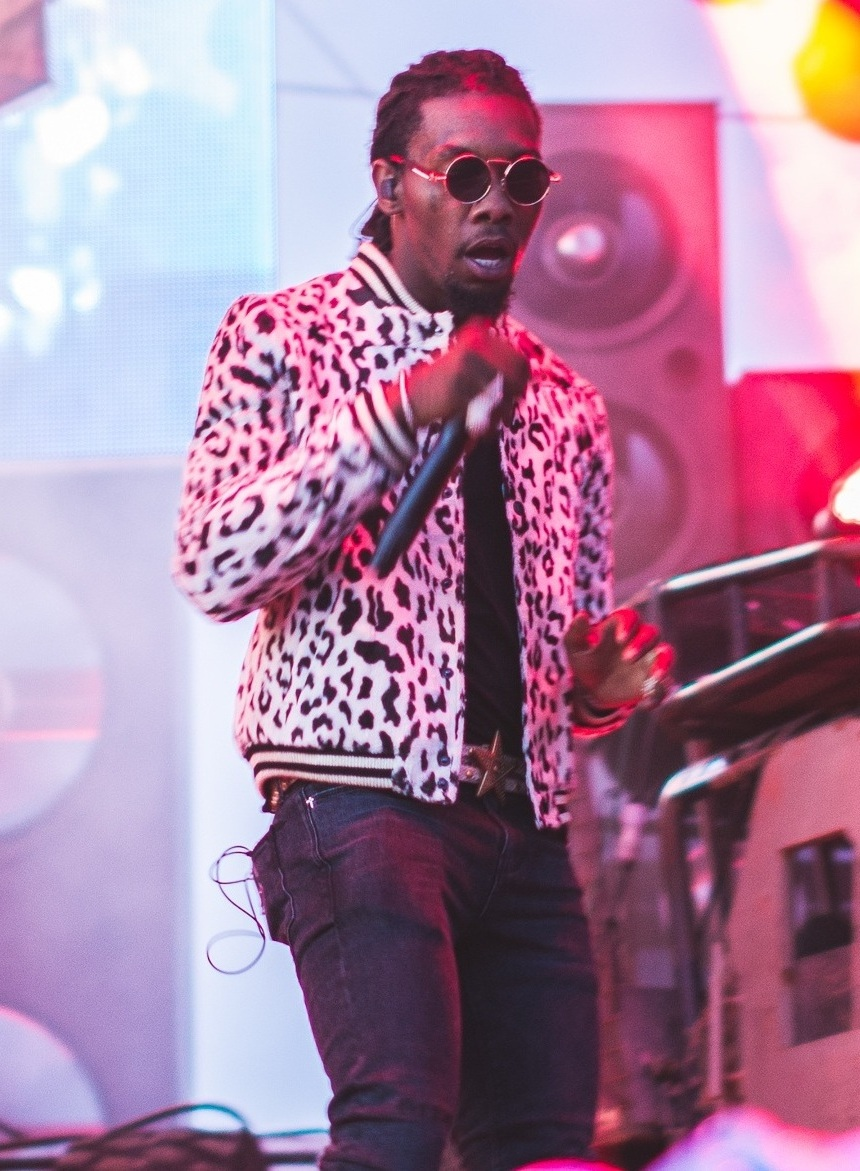
2017年、VELDミュージック・フェスティバルでパフォーマンスするオフセット

ミーゴスは、2013年のシングル「Versace」のリリース後、初めて広く認知されるようになった。2015年、トリオはデビュー・スタジオ・アルバム『Yung Rich Nation』をリリースした。2017年、彼らのシングル「Bad and Boujee」は、オフセットが歌唱したパートが広く受け、インターネット・ミームとなった。この曲は米国のBillboard Hot 100チャートで1位を獲得し、多くの批評家がオフセットがこの曲を牽引したと評した。2017年、トリオはセカンド・スタジオ・アルバム『Culture』をリリースし、米国のBillboard 200チャートで初登場1位を記録した。
ミーゴスでの活動に加え、オフセットはソロ楽曲のリリースや数多くのアーティストとのコラボレーションも行っている。2017年6月には、メトロ・ブーミンのシングルでドレイクをフィーチャーした「No Complaints」に参加し、同曲はBillboard Hot 100で71位を記録した。また、同年9月にはマックルモアーのアルバム『Gemini』収録の「Willy Wonka」に参加した。その後オフセットは、ラッパーの21サヴェージおよびレコードプロデューサーのメトロ・ブーミンとのコラボレーション・スタジオ・アルバム『Without Warning』をリリースした。このアルバムは2017年10月31日にリリースされ、米国のBillboard 200チャートで初登場4位を記録した。同作からはヒット曲「Ric Flair Drip」が生まれ、オフセットにとって初のソロ・プラチナシングルとなり、リードアーティストとしてBillboard Hot 100で最高位を記録した。

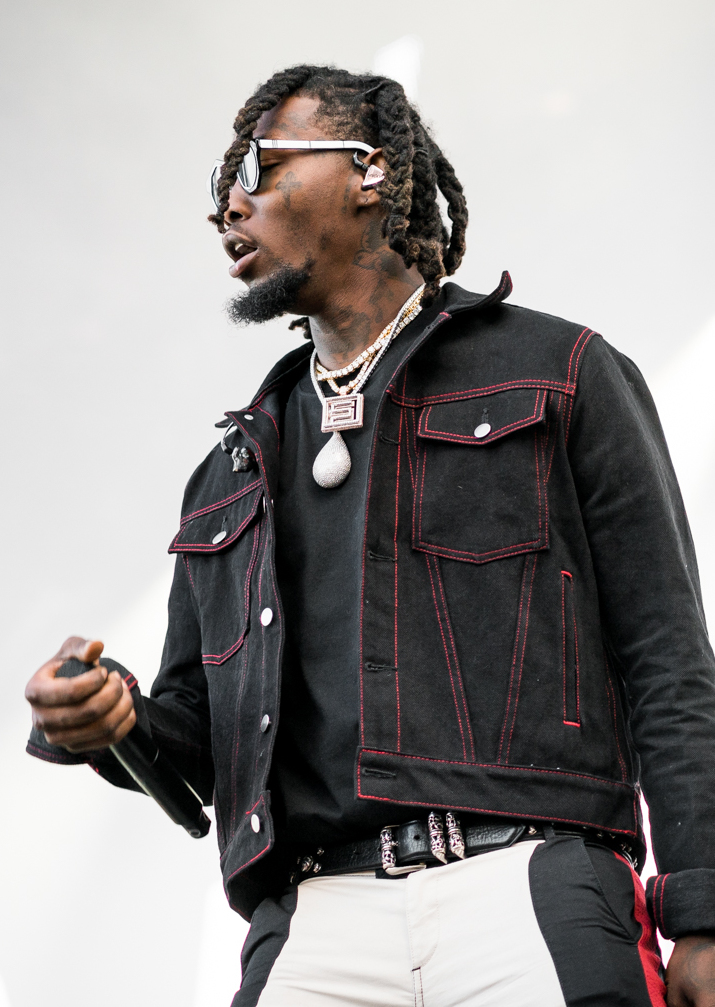
2018年、パルメサスでパフォーマンスするオフセット

2018年1月、オフセットはYFN Lucciの楽曲「Boss Life」への客演で「I cannot vibe with queers（クィアとは気が合わない）」という歌詞をラップしたことで批判された。この歌詞が同性愛嫌悪と受け取られた後、彼は謝罪し、自身の「queer」という言葉の使用がLGBTコミュニティに向けられたものではないと述べた。彼の妻であるカーディ・Bは、オフセットが「queer」という言葉に同性愛嫌悪的な歴史があることを知らなかったと語った。彼はその後、Instagramへの投稿で、この歌詞は「風変わりな、奇妙な」と定義される「queer」の意味で使ったつもりだったと主張した。
2019年2月22日、彼は初のソロアルバム『Father of 4』をリリースした。このアルバムには、カーディ・Bをフィーチャーしたシングル「Clout」が収録され、Hot 100で39位を記録しトップ40入りを果たした。
オフセットはクリス・ブラウンとの確執に関与し、2019年には彼と喧嘩すると脅した。
2021年6月にミーゴスの4枚目のアルバム『Culture III』がリリースされた後、オフセットは映画『Fast & Furious 9』のサウンドトラックに参加し、トリッピー・レッド、ケヴィン・ゲイツ、リル・ダーク、キング・ヴォンと共に楽曲「Hit Em Hard」を制作した。
2022年5月、オフセットと妻のカーディ・Bが、クエイヴォとテイクオフが新たなデュオプロジェクト「Unc & Phew」を発表し、シングル「Hotel Lobby (Unc & Phew)」をリリースした後に彼らのフォローを外したことで、ミーゴス解散の噂が浮上した。
2022年8月、オフセットはセカンド・スタジオ・アルバムを発表し、新シングル「54321」と、マネーバッグ・ヨーをフィーチャーした「Code」をリリースした。後者のミュージックビデオにはモデルのベラ・ハディッドが出演した。「54321」のリリース直後、オフセットは自身のソロ楽曲の権利を巡り、所属レーベルのクオリティ・コントロール・ミュージックを相手に訴訟を起こした。彼の弁護団は、昨年の交渉でソロアーティストとしての権利を「多額の対価を支払って」得たにもかかわらず、QCが最新の楽曲を自社の所有物だと主張しようとしていると述べた。
2022年10月、オフセットがクエイヴォの元恋人サウィーティーと寝たという報道に基づき、ミーゴスの解散が臆測の的となった。これに続き、クエイヴォとテイクオフは2022年10月7日に、オフセットの参加なしにコラボレーション・アルバム『Only Built for Infinity Links』をリリースしたが、正式な解散発表はなかった。インタビューでクエイヴォは、自身とテイクオフのキャリアを「デュオとして」見ていきたいと述べた。
2022年11月1日、テイクオフがテキサス州ヒューストンの810 Billiards & Bowlingで射殺された。いとこでありグループメイトであった彼の死を受け、オフセットは当初2022年11月11日にリリース予定だった次期アルバムの発売を延期した。
2023年7月28日、オフセットはカーディ・Bとのコラボレーション・シングル「Jealousy」をリリースした。このシングルは、2023年10月13日にリリースされたセカンド・スタジオ・アルバム『Set It Off』からのリードシングルとなった。アルバムに先立ち、さらに2つのシングル「Fan」と、アルバム発売前日にリリースされたドン・トリヴァーをフィーチャーした「Worth It」がリリースされた。アルバムにはトラヴィス・スコット、フューチャー、ラトー、ヤング・ヌーディなどがゲスト参加している。

## その他の活動

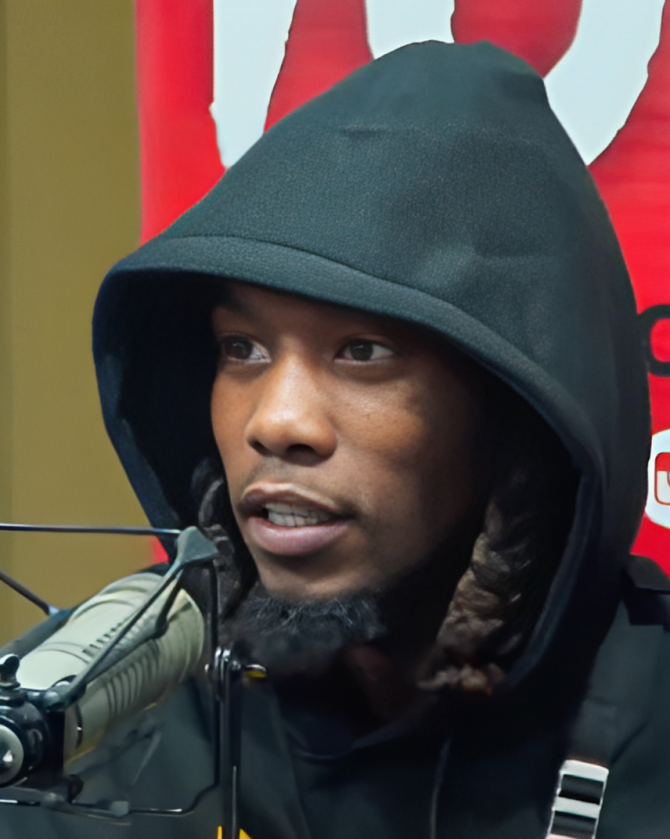
2019年、インタビュー中のオフセット

2016年、オフセットは（ミーゴスとして）ドナルド・グローヴァーのシリーズ『アトランタ』のエピソードに出演した。このエピソードは「Go For Broke」というタイトルで2016年9月13日に放送された。彼はまた、ファッションデザイナーのゴーシャ・ラブチンスキー、ブライス・バーンズ、ラヴァティのキャンペーンにも起用されている。
2019年2月、オフセットはショーン・エヴァンスのYouTubeシリーズ『Hot Ones』に初登場した。
2019年8月、オフセットがeスポーツ組織FaZeクランに投資したことが発表された。この投資について彼は声明で「私はゲームが大好きで、eスポーツは未来だ。この2つの事実から、私が世界最高のプレイヤーたちを擁する最大のeスポーツ組織の一員になるのは当然のことだ」と述べた。彼はYouTubeでFaZeクランの動画に2本出演している。
オフセットは『NCIS:LA 〜極秘潜入捜査班』で俳優デビューを果たした。
オフセットは2020年にAxis Replayと提携し、苦境にあるアーティストを支援している。
オフセットは2012年に祖母を膀胱癌で亡くしている。彼はアメリカがん協会のために50万ドルを集めた。

## 法的問題
ミーゴスが2013年に初めて頭角を現したとき、オフセットは強盗と窃盗の前科による保護観察違反でジョージア州ディカーブ郡の刑務所に収監されていた。
2015年4月18日、当局はジョージアサザン大学でのミーゴスのコンサートを中止させ、グループのメンバー3人全員と彼らの取り巻き数名を逮捕した。オフセットは保釈を否決され、特定されていないスケジュールII規制薬物の所持、マリファナの所持、学校安全区域内での銃器所持、犯罪実行中の銃器所持で起訴された。
2015年5月2日、オフセットは拘留中に他の受刑者を襲い重傷を負わせたとして、刑務所内での暴行および暴動扇動の罪で起訴された。2015年5月8日にジョージア州ブロック郡上級裁判所のジョン・R・ターナー判事の前で行われた保釈聴聞会で、オフセットは前科と刑務所での喧嘩を理由に正式に保釈を否決された。聴聞会では、ミーゴスの取り巻きのうち2人も保釈を否決され、他の4人は保釈を認められたが、釈放の条件としてブロック郡への再立ち入りを禁止された。ターナー判事は、釈放された4人に対し、事件関係者と接触しないよう指示した。オフセットの弁護士は、ラップトリオが法執行機関によって不当にプロファイリングされたと主張し、警官が2台のバンから見つかった銃器や違法薬物の所有権を証明できなかったと述べた。検察側は、ミーゴスの暴力の経歴から、学生と一般市民の安全のために法執行機関がコンサートにいたと反論した。決定を聞いたオフセットは、法廷から連れ出される際に冒涜的な言葉を叫んだ。
8ヶ月の拘留の後、オフセットはアルフォード・プリーを受け入れ、2015年12月4日に釈放された。この司法取引により、刑務所内での暴動扇動の罪を認めることと引き換えに、銃、薬物、ギャング関連の罪は取り下げられた。彼は1,000ドルの罰金を支払い、5年間の保護観察を受け、ブロック、エフィンガム、ジェンキンス、およびスクリーブンの各郡から追放された。
2016年3月17日、オフセットは免許停止中に運転したとして逮捕されたが、翌日起訴されることなく釈放された。
2019年4月23日、オフセットは2018年7月の逮捕に起因する3丁の拳銃所持と薬物所持の重罪容疑に直面した。
2020年10月24日、オフセットはドナルド・トランプの支持集会の近くで隠し武器を携帯していたとしてビバリーヒルズ警察に拘束された。しかし、彼はまもなく釈放された。
2021年、オフセットはロサンゼルスを拠点とするレンタカー会社、プラチナム・トランスポーテーション・グループから訴えられた。報道によると、オフセットは2020年5月に同社からベントレー・ベンテイガを借り、返却日を何度も延期した後、7月4日以降に車がなくなったと主張し、どこにあるか分からないと述べたという。PTGによると、オフセットはレンタル車両を返却しなかったことについて合理的な説明をせず、7月25日以降はレンタル料の支払いを停止した。

## 私生活
2017年、オフセットは同じくラッパーのカーディ・Bと交際を始めた。2人は2017年9月20日に内密に結婚し、カーディはオフセットの過去の交際相手との間の3人の子供の継母となった。翌月、フィラデルフィアで開催されたPower 99のPowerhouseでのライブパフォーマンス中に、公の場でプロポーズを演出した。2018年には、オフセットが南アフリカで女性と浮気しているとされる動画が流出した。また、セックス・テープとされるものも流出した。
2018年5月、彼は自動車事故で負傷した。彼は自身の緑色のダッジ・チャレンジャーで死にかけたことを明かした。
2018年4月7日、カーディ・Bは『サタデー・ナイト・ライブ』で、2人の間に第一子が生まれることを明らかにした。2018年12月5日、カーディ・BはInstagramで、オフセットが彼女の妊娠中に浮気したとされることを受け、破局したと発表した。オフセットは、ラッパー志望のモデルであるサマー・バニと浮気した。リークされたテキストメッセージで、彼は彼女とアメリカ人ラッパーのキューバン・ドールに3Pを求めていた。オフセットは2018年に6ix9ineの恋人ジェイドとも浮気スキャンダルを起こした。2018年、カーディ・Bはストリップクラブでジェイドとバディー・Gという2人のバーテンダーを襲撃した。彼女はジェイドが夫のオフセットと寝たと非難した。カーディ・Bは暴行罪で起訴された。夫婦は2019年に楽曲「Clout」をレコーディングし、リリースした。2020年9月、カーディ・Bが離婚を申請したと報じられたが、翌月には復縁したと報じられた。
2021年6月27日、オフセットとカーディ・Bは、2人の間に第二子が生まれることを発表した。カーディ・Bは第二子となる男の子を出産した。
2022年11月1日、オフセットのグループメイトであるテイクオフがテキサス州ヒューストンで射殺された。彼らのグループ、ミーゴスは翌年解散した。2023年の『バラエティ』誌のインタビューで、オフセットはクエイヴォやテイクオフと生物学的な血縁関係はないが、幼少期からお互いを「いとこ」と考えていたことが明らかにされた。
オフセットは4人の異なる女性との間に6人の子供の父親であり、最初の4人の子供は彼のアルバム『Father of 4』（2019年）のカバーアートに登場している。2009年にジャスティン・ワトソンとの間に息子が誕生。2015年には、オリエル・ジェイミーとの間に息子、シャイア・ラムールとの間に娘をもうけた。彼とカーディ・Bの間には2018年に娘、2021年に息子が生まれた。カーディ・Bは2024年8月1日にオフセットとの離婚を申請し、同時に3人目、オフセットにとっては6人目となる子供の妊娠を発表、その後9月に娘を出産した。DJ Akademiksによると、彼女は妊娠中にNFL選手（おそらくステフォン・ディグス）と浮気したとされている。オフセットはInstagram Liveで、彼女が妊娠中に浮気したことをほのめかした。

## ディスコグラフィ
スタジオ・アルバム
Father of 4 (2019年)
Set It Off (2023年)
Kiari (2025年)
コラボレーション・アルバム
Without Warning (with 21 Savage and Metro Boomin) (2017年)

## ツアー

### ヘッドライニング
Set It Off Tour (2024年)

### 共同ヘッドライニング
Aubrey & the Three Migos Tour (with Migos) (2018年)

### オープニングアクト
Nobody Safe Tour (with Migos) (2017年)

## フィルモグラフィ
| 年   | 作品名                   | 役名              | 備考                         |
| ---- | ------------------------ | ----------------- | ---------------------------- |
| 2016 | アトランタ               | 本人              | エピソード: 「Go for Broke」 |
| 2019 | The Masked Singer        | 本人              | カップケーキ                 |
| 2020 | NCIS:LA 〜極秘潜入捜査班 | Kadri Kashan Khan | エピソード: 「Alysiyadun」   |
| 2023 | Baby Shark's Big Movie   | Offshark          | 声の出演                     |

## 受賞歴とノミネート
| 賞                      | 年   | 対象                              | 部門 | 結果   | 出典 |
| ----------------------- | ---- | --------------------------------- | --- | ------ | ---- |
| BETソーシャル・アワード | 2018 | カーディ・B & オフセット          | style="background: #FFE3E3; color: black; vertical-align: middle; text-align: center; " class="no table-no2 notheme"\|ノミネート | [ 89 ] |      |
| グラミー賞              | 2020 | 「Clout」 (featuring カーディ・B) | style="background: #FFE3E3; color: black; vertical-align: middle; text-align: center; " class="no table-no2 notheme"\|ノミネート | [ 90 ] |      |